# The Band Master
Pour plus de détails, voir Fiche technique et Distribution.
The Band Master est un film muet américain réalisé par Arvid E. Gillstrom et sorti en 1917.

## Fiche technique
- Titre : The Band Master
- Réalisation : Arvid E. Gillstrom
- Scénario :
- Photographie :
- Montage :
- Producteur : Louis Burstein
- Société de production : King Bee Studios
- Pays d'origine :  États-Unis
- Langue : intertitres en anglais
- Format : Noir et blanc — 35 mm — 1,33:1 — Son : Muet
- Genre : Comédie
- Durée : 20 minutes
- Dates de sortie :
  -  États-Unis : 1er décembre 1917

## Distribution
- Billy West : Billy, le chef d'orchestre
- Oliver Hardy :